# Championnat du Mexique de football 1986
Navigation
Saison précédente Saison suivante
Le Tournoi México 1986 est la quarante-cinquième édition de la première division mexicaine.
En raison de l'organisation de la Coupe du monde 1986, la FEMEXFUT a annulé la saison 1985-86 et l'a remplacée par deux tournois, le Probe 1985 et le México 1986.
Lors de ce tournoi, le Club América a tenté de conserver son titre de champion du Mexique face aux dix-neuf meilleurs clubs mexicains.
Chacun des vingt clubs participant au championnat était confronté à deux reprises aux neuf autres équipes composant son groupe. Puis les quatre meilleurs de chaque groupe se sont affrontés lors d'une phase finale à la fin du tournoi.
Seulement une place était qualificative pour la Coupe des champions de la CONCACAF.

## Les 20 clubs participants
| \| Mexico: Club América CF Atlante CD Cruz Azul Pumas UNAM Club Necaxa Guadalajara: CF Atlas Chivas de Guadalajara Universidad de Guadalajara ——Deportivo Neza Deportivo Irapuato UAG Tecos Atlético Potosino CF Monterrey Tigres UANL Atlético Morelia \ CF Puebla Ángeles de Puebla Deportivo Toluca FC Jaibos Tampico Madero FC León I Mexico Guadalajara \| Localisation des clubs engagés dans le championnat. |
| Mexico: Club América CF Atlante CD Cruz Azul Pumas UNAM Club Necaxa Guadalajara: CF Atlas Chivas de Guadalajara Universidad de Guadalajara ——Deportivo Neza Deportivo Irapuato UAG Tecos Atlético Potosino CF Monterrey Tigres UANL Atlético Morelia \ CF Puebla Ángeles de Puebla Deportivo Toluca FC Jaibos Tampico Madero FC León I Mexico Guadalajara                                                           |

| Club                       | Stade                         | Capacité | Ville                    |
| Club América               | Stade Azteca                  | 105 064  | Mexico                   |
| CF Atlante                 | Stade Azulgrana               | 35 161   | Mexico                   |
| CF Atlas                   | Stade Jalisco                 | 56 713   | Guadalajara              |
| CD Cruz Azul               | Stade Azteca                  | 105 064  | Mexico                   |
| UAG Tecos                  | Stade Tres de Marzo           | 22 000   | Zapopan                  |
| Chivas de Guadalajara      | Stade Jalisco                 | 56 713   | Guadalajara              |
| Universidad de Guadalajara | Stade Jalisco                 | 56 713   | Guadalajara              |
| Deportivo Irapuato         | Estadio Irapuato              | 24 000   | Irapuato                 |
| FC León                    | Stade Nou Camp                | 30 000   | León                     |
| CF Monterrey               | Stade Tecnológico             | 33 485   | Monterrey                |
| Atlético Morelia           | Stade Venustiano Carranza     | 22 000   | Morelia                  |
| Club Necaxa                | Stade Azteca                  | 105 064  | Mexico                   |
| Deportivo Neza (en)        | Stade Neza 86                 | 28 000   | Nezahualcóyotl           |
| Atlético Potosino (es)     | Stade Plan de San Luis Potosí | 20 000   | San Luis Potosí          |
| CF Puebla                  | Stade Cuauhtémoc              | 42 648   | Puebla                   |
| Ángeles de Puebla (en)     | Stade Cuauhtémoc              | 42 648   | Puebla                   |
| Pumas UNAM                 | Stade Olímpico Universitario  | 62 214   | Mexico                   |
| Jaibos Tampico Madero      | Stade Tamaulipas              | 25 000   | Tampico                  |
| Tigres UANL                | Stade Universitario           | 42 000   | San Nicolás de los Garza |
| Club Toluca                | Stade Nemesio Díez            | 27 000   | Toluca                   |

## Compétition
La compétition s'est déroulée de la façon suivante :
- La phase de qualification : dix-huit journées de championnat pour les vingt équipes réparties en deux groupes de dix.
- La phase finale : des confrontations aller-retour allant des quarts de finale à la finale.

### Phase de qualification
Lors de la phase de qualification les vingt équipes affrontent à deux reprises les neuf autres équipes de leur groupe selon un calendrier tiré aléatoirement.
Les équipes sont divisées en deux groupes de neuf, les quatre meilleures équipes de chaque groupe sont directement qualifiées pour la phase finale. 
Le classement est établi sur l'ancien barème de points (victoire à 2 points, match nul à 1, défaite à 0).
Le départage final se fait selon les critères suivants :
- Le nombre de points.
- La différence de buts générale.
- La différence de buts particulière.
- Le nombre de buts marqué à l'extérieur.
- Le tirage au sort.

#### Classements
| Rang | Équipe                     | Pts | J  | G | N  | P  | Bp | Bc | Diff |
| ---- | -------------------------- | --- | -- | - | -- | -- | -- | -- | ---- |
| 1    | CF Puebla                  | 24  | 18 | 9 | 6  | 3  | 24 | 15 | +9   |
| 2    | Club América (T)           | 21  | 18 | 5 | 11 | 2  | 21 | 14 | +7   |
| 3    | Atlético Morelia           | 21  | 18 | 6 | 9  | 3  | 18 | 14 | +4   |
| 4    | CF Atlante                 | 19  | 18 | 7 | 5  | 6  | 20 | 17 | +3   |
| 5    | Deportivo Neza (en)        | 17  | 18 | 4 | 9  | 5  | 24 | 21 | +3   |
| 6    | Universidad de Guadalajara | 17  | 18 | 5 | 7  | 6  | 25 | 28 | -3   |
| 7    | Deportivo Irapuato (P)     | 17  | 18 | 4 | 9  | 5  | 18 | 21 | -3   |
| 8    | Atlético Potosino (es)     | 17  | 18 | 6 | 5  | 7  | 22 | 26 | -4   |
| 9    | Tigres UANL                | 14  | 18 | 3 | 8  | 7  | 19 | 25 | -6   |
| 10   | FC León                    | 13  | 18 | 5 | 3  | 10 | 15 | 25 | -10  |

| Légende : Qualifications et relégations | Légende : Qualifications et relégations                  |
| --------------------------------------- | -------------------------------------------------------- |
|                                         | Coupe des champions 1987 (3e tour de qualification)      |
|                                         | Qualifié pour la "Liguilla"                              |
|                                         | (T) : Tenant du titre (P) : Promu de la saison 1984-1985 |

| Rang | Équipe                 | Pts | J  | G  | N | P  | Bp | Bc | Diff |
| ---- | ---------------------- | --- | -- | -- | - | -- | -- | -- | ---- |
| 1    | CF Monterrey           | 29  | 18 | 13 | 3 | 2  | 43 | 18 | +25  |
| 2    | Jaibos Tampico Madero  | 24  | 18 | 11 | 2 | 5  | 45 | 25 | +20  |
| 3    | CD Cruz Azul           | 21  | 18 | 8  | 5 | 5  | 24 | 18 | +6   |
| 4    | Chivas de Guadalajara  | 19  | 18 | 6  | 7 | 5  | 30 | 25 | +5   |
| 5    | UAG Tecos              | 19  | 18 | 8  | 3 | 7  | 27 | 29 | -2   |
| 6    | CF Atlas               | 15  | 18 | 5  | 5 | 8  | 28 | 35 | -7   |
| 7    | Club Necaxa            | 14  | 18 | 5  | 4 | 9  | 19 | 27 | -8   |
| 8    | Club Toluca            | 14  | 18 | 5  | 4 | 9  | 19 | 32 | -13  |
| 9    | Pumas UNAM             | 13  | 18 | 4  | 5 | 9  | 23 | 39 | -16  |
| 10   | Ángeles de Puebla (en) | 12  | 18 | 4  | 4 | 10 | 14 | 24 | -10  |

#### Matchs
| Résultats (▼dom., ►ext.)                                   | Amé | Atlt | Mor | Pot | Nez | Ira | Leó | Pue | Gua | Tig |
| Club América                                               |     | 1-2  | 0-0 | 2-0 | 2-1 | 1-1 | 1-1 | 1-1 | 1-0 | 0-0 |
| CF Atlante                                                 | 1-1 |      | 1-2 | 4-1 | 0-2 | 3-1 | 1-0 | 1-0 | 1-0 | 1-0 |
| Atlético Morelia                                           | 0-0 | 0-0  |     | 2-1 | 1-0 | 1-1 | 1-0 | 1-0 | 4-1 | 0-0 |
| Atlético Potosino (es)                                     | 0-0 | 1-0  | 2-0 |     | 2-2 | 0-0 | 3-1 | 0-2 | 2-0 | 1-2 |
| Deportivo Neza (en)                                        | 1-1 | 1-1  | 1-1 | 2-2 |     | 0-0 | 5-1 | 1-1 | 0-0 | 4-2 |
| Deportivo Irapuato                                         | 0-0 | 2-1  | 2-1 | 1-2 | 0-1 |     | 1-0 | 2-2 | 3-2 | 2-2 |
| FC León                                                    | 1-0 | 2-1  | 2-1 | 1-3 | 2-0 | 0-0 |     | 0-1 | 3-0 | 1-2 |
| CF Puebla                                                  | 0-1 | 0-0  | 2-2 | 4-2 | 2-1 | 2-1 | 2-0 |     | 1-0 | 2-1 |
| Universidad de Guadalajara                                 | 3-3 | 3-2  | 1-1 | 0-0 | 1-0 | 1-1 | 0-0 | 0-0 |     | 5-1 |
| Tigres UANL                                                | 2-6 | 0-0  | 0-0 | 3-0 | 2-2 | 2-0 | 3-0 | 1-2 | 2-2 |     |
| - Victoire à domicile - Match nul - Victoire à l'extérieur |     |      |     |     |     |     |     |     |     |     |

| Résultats (▼dom., ►ext.)                                   | Ang | Atls | Azu | Chi | Mon | Nec | Tam | Tol | Tec | Pum |
| Ángeles de Puebla (en)                                     |     | 1-0  | 1-0 | 1-4 | 0-1 | 0-2 | 1-2 | 0-0 | 0-1 | 4-1 |
| CF Atlas                                                   | 1-1 |      | 1-2 | 2-1 | 1-1 | 2-1 | 0-2 | 3-1 | 2-2 | 3-2 |
| CD Cruz Azul                                               | 1-1 | 1-1  |     | 2-1 | 3-0 | 2-1 | 1-1 | 2-3 | 0-1 | 1-2 |
| Chivas de Guadalajara                                      | 2-0 | 2-2  | 0-2 |     | 2-2 | 2-0 | 1-2 | 1-1 | 2-0 | 2-2 |
| CF Monterrey                                               | 3-1 | 5-3  | 2-0 | 0-0 |     | 3-1 | 2-1 | 2-0 | 4-1 | 4-1 |
| Club Necaxa                                                | 1-0 | 2-1  | 1-1 | 2-2 | 0-4 |     | 0-1 | 0-1 | 2-1 | 1-2 |
| Jaibos Tampico Madero                                      | 3-1 | 4-2  | 1-2 | 4-2 | 2-1 | 2-2 |     | 6-0 | 2-0 | 6-0 |
| Club Toluca                                                | 0-1 | 0-3  | 1-2 | 1-1 | 1-4 | 0-1 | 4-2 |     | 3-0 | 1-0 |
| UAG Tecos                                                  | 1-0 | 5-0  | 0-0 | 1-2 | 0-3 | 3-2 | 4-3 | 2-0 |     | 4-3 |
| Pumas UNAM                                                 | 1-1 | 2-1  | 0-2 | 1-3 | 1-2 | 0-0 | 2-1 | 2-2 | 1-1 |     |
| - Victoire à domicile - Match nul - Victoire à l'extérieur |     |      |     |     |     |     |     |     |     |     |

### La "Liguilla"
Les huit équipes qualifiées sont réparties dans le tableau final d'après leur classement, le premier affrontant le quatrième de l'autre groupe et le deuxième, le troisième.
En cas d'égalité sur la somme des deux confrontations, des prolongations puis une séance de tirs au but ont lieu.

#### Tableau
|  |                       |                       |                       |               |               |      |   |            |            |            |            |              |      |   |        |        |        |        |        |  |  |
|  | 1/4 de finale         | 1/4 de finale         | 1/4 de finale         | 1/4 de finale | 1/4 de finale |      |   | 1/2 finale | 1/2 finale | 1/2 finale | 1/2 finale | 1/2 finale   |      |   | Finale | Finale | Finale | Finale | Finale |  |  |
|  |                       |                       |                       |               |               |      |   |            |            |            |            |              |      |   |        |        |        |        |        |  |  |
|  |                       |                       |                       |               |               |      |   |            |            |            |            |              |      |   |        |        |        |        |        |  |  |
|  | CF Monterrey          | (B1)                  | 0                     | 6             |               |      |   |            |            |            |            |              |      |   |        |        |        |        |        |  |  |
|  | CF Monterrey          | (B1)                  | 0                     | 6             |               |      |   |            |            |            |            |              |      |   |        |        |        |        |        |  |  |
|  | CF Atlante            | (A4)                  | 0                     | 0             |               |      |   |            |            |            |            |              |      |   |        |        |        |        |        |  |  |
|  | CF Atlante            | (A4)                  | 0                     | 0             | CF Monterrey  | (B1) | 1 | 1          |            |            |            |              |      |   |        |        |        |        |        |  |  |
|  |                       |                       |                       |               |               | (B1) | 1 | 1          |            |            |            |              |      |   |        |        |        |        |        |  |  |
|  |                       |                       | Chivas de Guadalajara | (B4)          | 0             | 0    |   |            |            |            |            |              |      |   |        |        |        |        |        |  |  |
|  | CF Puebla             | (A1)                  | Chivas de Guadalajara | (B4)          | 0             | 0    | 2 | 1          |            |            |            |              |      |   |        |        |        |        |        |  |  |
|  | CF Puebla             | (A1)                  |                       |               |               |      |   |            |            |            |            |              |      |   |        |        |        |        |        |  |  |
|  | Chivas de Guadalajara | (B4)                  | 3                     | 1             |               |      |   |            |            |            |            |              |      |   |        |        |        |        |        |  |  |
|  | Chivas de Guadalajara | (B4)                  | 3                     | 1             |               |      |   |            |            |            |            | CF Monterrey | (B1) | 1 | 2      |        |        |        |        |  |  |
|  |                       |                       |                       |               |               |      |   |            |            |            |            | CF Monterrey | (B1) | 1 | 2      |        |        |        |        |  |  |
|  |                       | Jaibos Tampico Madero | (B2)                  | 2             | 0             |      |   |            |            |            |            |              |      |   |        |        |        |        |        |  |  |
|  | Club América          | Jaibos Tampico Madero | (B2)                  | 2             | 0             | (A2) | 1 | 1          |            |            |            |              |      |   |        |        |        |        |        |  |  |
|  | Club América          |                       |                       |               |               |      | 1 | 1          |            |            |            |              |      |   |        |        |        |        |        |  |  |
|  | CD Cruz Azul          | (B3)                  | 0                     | 0             |               |      |   |            |            |            |            |              |      |   |        |        |        |        |        |  |  |
|  | CD Cruz Azul          | (B3)                  | 0                     | 0             | Club América  | (A2) | 0 | 3          |            |            |            |              |      |   |        |        |        |        |        |  |  |
|  |                       |                       |                       |               |               | (A2) | 0 | 3          |            |            |            |              |      |   |        |        |        |        |        |  |  |
|  |                       |                       | Jaibos Tampico Madero | (B2)          | 4             | 2    |   |            |            |            |            |              |      |   |        |        |        |        |        |  |  |
|  | Jaibos Tampico Madero | (B2)                  | Jaibos Tampico Madero | (B2)          | 4             | 2    | 2 | 2          |            |            |            |              |      |   |        |        |        |        |        |  |  |
|  | Jaibos Tampico Madero | (B2)                  |                       |               |               |      | 2 | 2          |            |            |            |              |      |   |        |        |        |        |        |  |  |
|  | Atlético Morelia      | (A3)                  | 2                     | 0             |               |      |   |            |            |            |            |              |      |   |        |        |        |        |        |  |  |
|  | Atlético Morelia      | (A3)                  | 2                     | 0             |               |      |   |            |            |            |            |              |      |   |        |        |        |        |        |  |  |

#### Quarts de finale
| Club                  | Aller | Retour | Club                  | Commentaire |
| CF Monterrey          | 0-0   | 6-0    | CF Atlante            |             |
| CF Puebla             | 2-3   | 1-1    | Chivas de Guadalajara |             |
| Club América          | 1-0   | 1-0    | CD Cruz Azul          |             |
| Jaibos Tampico Madero | 2-2   | 2-0    | Atlético Morelia      |             |

#### Demi-finales
| Club         | Aller | Retour | Club                  | Commentaire |
| CF Monterrey | 1-0   | 1-0    | Chivas de Guadalajara |             |
| Club América | 0-4   | 3-2    | Jaibos Tampico Madero |             |

#### Finale
| Match aller | Jaibos Tampico Madero                    | 2:1   | CF Monterrey       | Stade Tamaulipas |  |
| 26 février  | Rito Luna 37e (csc) · Eduardo Rergis 79e | (1:1) | Héctor Becerra 32e |                  |  |

| Match retour | CF Monterrey                                             | 2:0   | Jaibos Tampico Madero | Stade Tecnológico |  |
| 1er mars     | Reynaldo Gualdini 30e (pen.) · Francisco Javier Cruz 90e | (1:0) |                       |                   |  |

## Bilan du tournoi
| Tableau d'Honneur |              |
| Compétition       | Vainqueur    |
| Tournoi México 86 | CF Monterrey |

| Qualifications continentales 1986-1987 |              |
| Coupe des champions                    | Qualifiés    |
| 3e Tour de qualification               | CF Monterrey |

| Promotions et relégations     |                  |
| Relégué en Primera División A | Aucun            |
| Promu de Primera División A   | Cobras Querétaro |